# Gampsocleis carinata
Gampsocleis carinata is een rechtvleugelig insect uit de familie sabelsprinkhanen (Tettigoniidae). De wetenschappelijke naam van deze soort is voor het eerst geldig gepubliceerd in 1951 door Bey-Bienko.